# Дзюдо на літніх Олімпійських іграх 2004
Дзюдо на літніх Олімпійських іграх 2004:
Турнір із дзюдо на літніх Олімпійських іграх 2004 був проведений в олімпійському залі Ано-Ліосія неподалік Афін. Жодних змін у програмі або в форматі змагань порівняно з минулими турнірами не відбулося. Чоловіки і жінки змагалися в семи вагових категоріях, кожен, та розіграли 14 комплектів нагород в цілому. Турнір був відзначений пануванням японців. Вони завоювали золоті медалі у восьми з 14 вагових категорій, більше, ніж всі інші країни разом узяті, і додали ще дві срібні медалі, вигравши нагороди в 10 з 14 вагових категорій. Серед жінок, Японія завоювала шість медалей із семи можливих, п'ять з яких були золотими, в тому числі вигравши змагання у чотирьох важких вагових категоріях. Україна, як і попереднього разу, здобула 1 медаль, але вже срібну, на відміну від Ігор 2004 року, коли вона була бронзовою. Єдиним призером виявився Роман Гонтюк.
- Змагання стартували та закінчились 14 серпня 2004 р.
- Кількість учасників: 384 (227 чоловіків та 157 жінок) з 94 країн.
- Наймолодший учасник: Меджид Султан з Кувейту (16 років, 327 днів)
- Найстарший учасник: Кармен Чала з Еквадору (38 років, 75 днів)
- Найбільша кількість медалей — у Японії (10).

## Медалісти

### Чоловіки
| Категорія    | Золото                     | Срібло                      | Бронза                              |
| До 60 кг     | Тадахіро Номура · Японія   | Нестор Хергіані · Грузія    | Чхве Мін Хо · Південна Корея        |
| До 60 кг     | Тадахіро Номура · Японія   | Нестор Хергіані · Грузія    | Хашбаатарин Цагаанбаатар · Монголія |
| До 66 кг     | Масато Утісіба · Японія    | Йозеф Крнач · Словаччина    | Йорданіс Аренсібія · Куба           |
| До 66 кг     | Масато Утісіба · Японія    | Йозеф Крнач · Словаччина    | Георгій Георгієв · Болгарія         |
| До 73 кг     | Лі Вон Хі · Південна Корея | Віталій Макаров · Росія     | Джеймс Педро · США                  |
| До 73 кг     | Лі Вон Хі · Південна Корея | Віталій Макаров · Росія     | Леандро Ґвілейро · Бразилія         |
| До 81 кг     | Іліас Іліадіс · Греція     | Роман Гонтюк · Україна      | Дмитро Носов · Росія                |
| До 81 кг     | Іліас Іліадіс · Греція     | Роман Гонтюк · Україна      | Флавіу Канту · Бразилія             |
| До 90 кг     | Зураб Звіадаурі · Грузія   | Хіросі Ідзумі · Японія      | Хасанбі Таов · Росія                |
| До 90 кг     | Зураб Звіадаурі · Грузія   | Хіросі Ідзумі · Японія      | Марк Гойзінга · Нідерланди          |
| До 100 кг    | Ігор Макаров · Білорусь    | Чан Сон Хо · Південна Корея | Міхаель Юрак · Німеччина            |
| До 100 кг    | Ігор Макаров · Білорусь    | Чан Сон Хо · Південна Корея | Аріель Зеєві · Ізраїль              |
| Понад 100 кг | Кейдзі Судзукі · Японія    | Тамерлан Тменов · Росія     | Денніс ван дер Гест · Нідерланди    |
| Понад 100 кг | Кейдзі Судзукі · Японія    | Тамерлан Тменов · Росія     | Індрек Пертельсон · Естонія         |

### Жінки
| Категорія   | Золото                  | Срібло                     | Бронза                          |
| До 48 кг    | Тані Рьоко · Японія     | Фредерік Жоссіне · Франція | Юлія Матіясс · Німеччина        |
| До 48 кг    | Тані Рьоко · Японія     | Фредерік Жоссіне · Франція | Ґао Фен · Китай                 |
| До 52 кг    | Сянь Дунмей · Китай     | Юкі Йокосава · Японія      | Амаріліс Савон · Куба           |
| До 52 кг    | Сянь Дунмей · Китай     | Юкі Йокосава · Японія      | Ільзе Гейлен · Бельгія          |
| До 57 кг    | Івонн Беніш · Німеччина | Ке Синхий · КНДР           | Дебора Гравенстейн · Нідерланди |
| До 57 кг    | Івонн Беніш · Німеччина | Ке Синхий · КНДР           | Юріслейді Лупетей · Куба        |
| До 63 кг    | Аюмі Танімото · Японія  | Клаудія Гайлль · Австрія   | Уршка Жолнір · Словенія         |
| До 63 кг    | Аюмі Танімото · Японія  | Клаудія Гайлль · Австрія   | Дріуліс Гонсалес · Куба         |
| До 70 кг    | Уено Масае · Японія     | Едіт Босх · Нідерланди     | Цинь Дун'я · Китай              |
| До 70 кг    | Уено Масае · Японія     | Едіт Босх · Нідерланди     | Аннетт Бем · Німеччина          |
| До 78 кг    | Норіко Анно · Японія    | Лю Ся · Китай              | Лучія Моріко · Італія           |
| До 78 кг    | Норіко Анно · Японія    | Лю Ся · Китай              | Юрісель Лаборде · Куба          |
| Понад 78 кг | Цукада Макі · Японія    | Дайма Бельтран · Куба      | Тея Донгузашвілі · Росія        |
| Понад 78 кг | Цукада Макі · Японія    | Дайма Бельтран · Куба      | Сунь Фумін · Китай              |

## Таблиця медалей
| Місце | Країна         | Золото | Срібло | Бронза | Загалом |
| ----- | -------------- | ------ | ------ | ------ | ------- |
| 1     | Японія         | 8      | 2      | 0      | 10      |
| 2     | Китай          | 1      | 1      | 3      | 5       |
| 3     | Південна Корея | 1      | 1      | 1      | 3       |
| 4     | Грузія         | 1      | 1      | 0      | 2       |
| 5     | Німеччина      | 1      | 0      | 3      | 4       |
| 6     | Білорусь       | 1      | 0      | 0      | 1       |
| 6     | Греція         | 1      | 0      | 0      | 1       |
| 8     | Росія          | 0      | 2      | 3      | 5       |
| 9     | Куба           | 0      | 1      | 5      | 6       |
| 10    | Нідерланди     | 0      | 1      | 3      | 4       |
| 11    | Австрія        | 0      | 1      | 0      | 1       |
| 11    | Франція        | 0      | 1      | 0      | 1       |
| 11    | КНДР           | 0      | 1      | 0      | 1       |
| 11    | Словаччина     | 0      | 1      | 0      | 1       |
| 11    | Україна        | 0      | 1      | 0      | 1       |
| 16    | Бразилія       | 0      | 0      | 2      | 2       |
| 17    | Бельгія        | 0      | 0      | 1      | 1       |
| 17    | Болгарія       | 0      | 0      | 1      | 1       |
| 17    | Естонія        | 0      | 0      | 1      | 1       |
| 17    | Ізраїль        | 0      | 0      | 1      | 1       |
| 17    | Італія         | 0      | 0      | 1      | 1       |
| 17    | Монголія       | 0      | 0      | 1      | 1       |
| 17    | Словенія       | 0      | 0      | 1      | 1       |
| 17    | США            | 0      | 0      | 1      | 1       |